# Sven Haraldsson (scenograf)
Sven Arne Haraldsson, född 12 mars 1977 i Norrahammar, Jönköpings län, är en svensk scenograf. 

## Biografi
Han började som scenograf, kostymtecknare och scenografiassistent vid Jönköpings länsteater 1996. Han utbildades på Dramatiska Institutet mellan 2003 och 2006.

## Teater

### Scenografi och kostym
| År   | Produktion                                                | Upphovsmän                                                        | Regi                    | Teater                                            | Noter      |
| ---- | --------------------------------------------------------- | ----------------------------------------------------------------- | ----------------------- | ------------------------------------------------- | ---------- |
| 2006 | Hamlet                                                    | William Shakespeare                                               | Chatarina Larsson       | Borås stadsteater                                 |            |
| 2007 | Det sista ni hör från mig                                 |                                                                   | Paula Stenström         | Lumor/ Riksteatern                                |            |
| 2007 | Figaros bröllop La Folle Journée, ou Le Mariage de Figaro | Pierre de Beaumarchais Översättning Allan Bergstrand              | Philip Zandén           | Stockholms stadsteater                            | kostym     |
| 2008 | Folkeutrydning                                            |                                                                   | Kjersti Horn            | Den Nationale Scene, Bergen                       |            |
| 2008 | Fem gånger Gud                                            |                                                                   | Hugo Hansén             | Stockholms stadsteater                            |            |
| 2008 | Dumb Show                                                 |                                                                   | Kjersti Horn            | Dramaten                                          | kostym     |
| 2009 | Skimmer                                                   |                                                                   | Hugo Hansén             | Malmö Stadsteater                                 |            |
| 2009 | I väntan på Godot En attendant Godot                      | Samuel Beckett                                                    | Tommy Berggren          | Stockholms stadsteater                            |            |
| 2009 | Solen Gustav                                              | Nils Gredeby                                                      | Anette Norberg          | Dramaten                                          |            |
| 2009 | Lärare för livet                                          |                                                                   | Måns Lagerlöf           | Stockholms stadsteater                            |            |
| 2010 | Spring Awakening                                          |                                                                   | Kjersti Horn            | Oslo Nye Teater                                   |            |
| 2010 | Dödsdansen                                                | August Strindberg                                                 | Mia Winge               | Strindbergs Intima Teater/ Stockholms stadsteater |            |
| 2010 | Anonyma singlar                                           | Katrin Sundberg                                                   | Katrin Sundberg         | Klara Soppteater                                  |            |
| 2011 | Utrensning                                                | Sofi Oksanen                                                      | Åsa Melldahl            | Stockholms stadsteater                            |            |
| 2011 | Anna Karenina                                             | Lev Tolstoj                                                       | Kjersti Horn            | Stockholms stadsteater                            |            |
| 2011 | Gerdan Roth                                               |                                                                   | Monica Almqvist Lovén   | Riksteatern                                       |            |
| 2011 | Den halvfärdiga Himlen                                    |                                                                   | Mia Winge               | Strindbergs Intima Teater/ Stockholms stadsteater |            |
| 2011 | Gregorius                                                 | Bengt Ohlsson                                                     | Emma Bucht              | Stockholms stadsteater                            |            |
| 2011 | Blev det inte mer än såhär?                               |                                                                   |                         | Stockholms stadsteater                            |            |
| 2011 | En julsaga                                                | Charles Dickens                                                   |                         | Smålands Musik och Teater                         |            |
| 2012 | Grabben i graven bredvid                                  | Katarina Mazetti                                                  | Åsa Melldahl            | Norrbottensteatern                                |            |
| 2012 | Onkel Vanja Дядя Ваня                                     | Anton Tjechov                                                     | Eirik Stubø             | Stockholms stadsteater                            |            |
| 2012 | Arkivet för orealiserbara drömmar och visioner            | Marcus Lindeen                                                    | Marcus Lindeen          | Stockholms stadsteater                            |            |
| 2012 | Ett drömspel                                              | August Strindberg                                                 | Jakob Höglund           | Teater Viirus, Helsingfors                        |            |
| 2012 | From Sammy with love                                      |                                                                   | Jonna Nordenskiöld      | Stockholms stadsteater                            |            |
| 2012 | Flickor och pojkar                                        |                                                                   | Jakob Höglund           | Scenkonst Sörmland                                |            |
| 2012 | Krig                                                      |                                                                   | Camilla Wargo Brekling  | Stockholms stadsteater                            |            |
| 2012 | Schulz goes Kafka                                         |                                                                   | Marika Lagercrantz      | Stockholms stadsteater                            |            |
| 2013 | Martyrer Märtyrer                                         | Marius von Mayenburg Översättning Monica Ohlsson                  | Dritëro Kasapi          | Stockholms stadsteater                            |            |
| 2013 | Søstra mi                                                 |                                                                   | Kjersti Horn            | Riksteatret                                       |            |
| 2013 | Apatiska för nybörjare                                    |                                                                   | Sara Giese              | Stockholms stadsteater                            |            |
| 2013 | Vem är publiken                                           |                                                                   | Tatu Hämäläinen         | Stockholms stadsteater                            |            |
| 2013 | Blodsbröder                                               | Willy Russell                                                     | Alexander Öberg         | Stockholms stadsteater                            |            |
| 2013 | Grodregn över Fruängen                                    |                                                                   | Sara Giese              | Stockholms stadsteater                            |            |
| 2013 | Arnold                                                    | Harvey Fierstein                                                  | Olof Hanson             | Stockholms stadsteater                            |            |
| 2014 | Skaka galler                                              |                                                                   | Anna Vnuk               | Kulturhuset Stadsteatern                          |            |
| 2014 | Älskaren                                                  |                                                                   | Mårten Andersson        | Riksteatern                                       |            |
| 2016 | Dylansällskapet                                           | Dennis Magnusson                                                  | Dennis Sandin           | Kulturhuset Stadsteatern                          |            |
| 2018 | Den talangfulle Mr Ripley The Talented Mr Ripley          | Patricia Highsmith Översättning Mårten Edlund                     | Jonas Österberg Nilsson | Uppsala stadsteater                               | Kostym     |
| 2018 | Rickard III The Life and Death of King Richard the Third  | William Shakespeare                                               | Kjersti Horn            | Uppsala stadsteater                               |            |
| 2019 | Linje Lusta A Streetcar Named Desire                      | Tennessee Williams Översättning Einar Heckscher                   | Stefan Larsson          | Dramaten                                          | Scenografi |
| 2020 | Hedda Gabler                                              | Henrik Ibsen Översättning Hugo Hansén                             | Hugo Hansén             | Smålands Musik och Teater                         |            |
| 2020 | Katt på hett plåttak Cat on a Hot Tin Roof                | Tennessee Williams                                                | Stefan Larsson          | Kulturhuset Stadsteatern/ Dramaten/ Maximteatern  | Scenografi |
| 2021 | Britt-Marie var här                                       | Fredrik Backman Dramatisering Eva Dahlman (skådespelare)          | Eva Dahlman             | Riksteatern                                       |            |
| 2021 | Amour                                                     | Michael Haneke Översättning Marc Matthiesen                       | Kjersti Horn            | Kulturhuset Stadsteatern                          |            |
| 2022 | Undkom ensam/Tänk om bara Escaped Alone/What If If Only   | Caryl Churchill Översättning Jonas Brun respektive Erik Andersson | Ole Anders Tandberg     | Kulturhuset Stadsteatern                          | Scenografi |
| 2022 | Köket är hemmets hjärta                                   | Agnes Lidbeck                                                     | Nora Nilsson            | Kulturhuset Stadsteatern                          |            |
| 2024 | Lazarus                                                   | David Bowie och Enda Walsh Översättning Stefan Larsson            | Stefan Larsson          | Göta Lejon                                        | Scenografi |